# Meragisa medionigra
Meragisa medionigra är en fjärilsart som beskrevs av Paul Dognin 1911. Meragisa medionigra ingår i släktet Meragisa och familjen tandspinnare. Inga underarter finns listade i Catalogue of Life.